# Aimé Quinson
Pour les articles homonymes, voir Quinson (homonymie).
Aimé Quinson, né le 20 avril 1901 à Douvres (Ain) et mort le 18 août 1944 à Bregnier-Cordon (Ain), est un homme politique français. Premier socialiste à demander l'interdiction du Parti communiste après la signature du pacte germano-soviétique, il est certainement mort assassiné par des communistes lors de la libération de la France.

## Carrière
Originaire de l'Ain, Aimé Quinson devient fonctionnaire des Postes et part en Afrique où il double son métier d'une activité dans le commerce des peaux. Il revient toutefois s'installer dans sa région de naissance et devient contrôleur des Postes à Ambérieu-en-Bugey.
Membre de la Fraternité bugeysienne, il s'implique dans la politique locale, au sein de la Section française de l'Internationale ouvrière : il est délégué aux congrès nationaux du Parti socialiste en 1931, 1932 et 1936, et se présente, sans succès à plusieurs élections (conseil d'arrondissement de 1931, législatives de 1932).
Il se présente de nouveau aux élections législatives de 1936. Cette fois, il arrive en tête des candidats de la gauche (27% des voix contre 22% pour le député sortant USR et 9% pour le communiste) et tous, y compris le sortant Émile Bravet, se désistent en sa faveur. Il est élu député au second tour (58,56 % des voix face au candidat de la droite Marc de Seyssel, arrivé en tête au premier tour).
Il est ensuite élu, en 1937, au Conseil départemental de l'Ain.
Le 24 août 1939, le Parti communiste français approuve le Pacte germano-soviétique, ce qui est relayé par le journal L'Humanité le lendemain - tandis que Léon Blum le dénonce immédiatement. Le gouvernement fait alors saisir les numéros de L'Humanité et de Ce Soir devant paraître le lendemain : les élus communistes protestent mais les socialistes se rallient à l'action du gouvernement. Aimé Quinson va plus loin encore : il écrit une lettre à Édouard Daladier accusant le Parti communiste d'avoir trahi la France et la classe ouvrière et exigeant sa dissolution et la déchéance de leur mandat. Le Parti communiste français, qui ne dispose plus de journal puisque sa presse a été interdite, demande alors des explications à la SFIO et prétend que les socialistes ont nié avoir reçu la lettre de Quinson. Ce dernier la diffuse alors à la presse, qui la publie largement le 1er septembre 1939 :

« Pendant quinze ans, de 1920 à 1935, le Parti communiste, après avoir déchiré la classe ouvrière, a tenté, par tous les moyens, de saboter notre défense nationale. Nos soldats étaient l'objet de tentatives les plus odieuses, nos gradés insultés dans la rue, tout cela par ordre puisqu'un nombre imposant de députés communiste sont condamnés de deux à dix ans de prison pour provocation de militaires à la  désobéissance ou sabotage de la défense nationale. 
À partir de 1935, par ordre, encore, le Parti communiste reniant tout son passé, toute si doctrine devenait le parti de la main tendue à n'importe qui, le parti de « Vive l'armée », le parti du service de 3 ans, le parti de la guerre, par tous les moyens et tout de suite. Par ordre de qui ? Par ordre du traître du jour, le chef du communisme mondial, Staline. J'avais espéré jusqu'à ce matin que l'immense clameur provenant du fond de nos campagnes et de nos usines, de nos casernes et de nos tranchées irait jusqu'au cœur des chefs communistes français. J'avais espéré qu'ils relèveraient les premiers la tête face à la trahison de leur chef Staline. J'avais espéré qu'ils songeraient à sauver l'honneur de la classe ouvrière française. Eh bien non ! La trahison de Staline passe pour Thorez, Cachin et Duclos. La trahison de Moscou passe pour la France. Elle se perpétue, elle s'enfle avec l'arrogance et le cynisme dont sont seuls capables des traîtres. À cette heure, nous ne saurions supporter plus longtemps les menées criminelles des traîtres. Les ouvriers communistes français se ressaisiront, mais il faut les protéger contre eux.
Aussi je vous demande, monsieur le Président du Conseil, d'interdire sans délai le parti communiste et de convoquer les Chambres pour nous permettre de jeter hors de nos assemblées les traîtres à la nation et à la classe ouvrière. »

Le 10 juillet 1940, Aimé Quinson vote les pleins pouvoirs au maréchal Pétain.
Le 18 août 1944, quatre hommes armés l'enlèvent en pleine rue et l'assassinent dans la campagne. Trois maquisards sont arrêtés, près de deux ans plus tard. Toutefois, l'intervention des associations de résistants et de Henri Romans-Petit entraîne leur libération et le classement du dossier pour meurtre, qui avait certainement pour motif soit la volonté de punir ses agissements pendant la guerre, au cours de laquelle il s'était enrichi, soit son action pour faire interdire le Parti communiste en 1939.

## Sources
- « Aimé Quinson », dans le Dictionnaire des parlementaires français (1889-1940), sous la direction de Jean Jolly, PUF, 1960 [détail de l’édition]